# Club Esportiu Castelló 1997/98
La temporada 1997/98 va suposar la celebració dels 75 anys de la fundació del CE Castelló en un dels pitjors moments de la seva història.

## Plantilla

### Jugadors
| Núm. | Pos. |                 | Jugador       | Procedència        | Temporada |
| ---- | ---- | --------------- | ------------- | ------------------ | --------- |
|      | POR  | Aragó           | Sánchez Broto | Vila-real CF       | 1997/98   |
|      | POR  | País Basc       | Sangróniz     | Sestao             | 1996/97   |
|      | DEF  | Galícia         | Cantero       | Porriño Industrial | 1995/96   |
|      | DEF  | Castella i Lleó | Luis Martín   | Reial Valladolid   | 1995/96   |
|      | DEF  | País Basc       | Mendigain     | Pontevedra CF      | 1996/97   |
|      | DEF  | País Valencià   | Sacarés       | Llevant UE         | 1997/98   |
|      | DEF  | Astúries        | Santi Cuesta  | CD Toledo          | 1997/98   |
|      | DEF  | País Valencià   | Sergio Frías  | Vila-real CF       | 1996/97   |
|      | MIG  | País Basc       | Gálder        | Bermeo Club        | 1996/97   |
|      | MIG  | Illes Canàries  | Infante       | RCD Espanyol B     | 1997/98   |
|      | MIG  | País Valencià   | Manu Irún     | CD Onda (c)        | 1995/96   |
|      | MIG  | Catalunya       | Masnou        | Llevant UE         | 1995/96   |

| No. | Posició |                   | Jugador         | Procedència | Temporada |
| --- | ------- | ----------------- | --------------- | ----------- | --------- |
|     | MIG     | Catalunya         | Pep Pagés       | Barcelona B | 1997/98   |
|     | MIG     | França            | Yan             | Borriana    | 1995/96   |
|     | DAV     | Guinea Equatorial | Epitié          | Palamós CF  | 1995/96   |
|     | DAV     | País Valencià     | Julián          | Gandia      | 1995/96   |
|     | DAV     | País Valencià     | Nano            | FC Andorra  | 1995/96   |
|     | DAV     | País Valencià     | Paco López      | Llevant UE  | 1995/96   |
| F   | POR     | País Valencià     | Óscar Sidro     | Castelló B  | 1996/97   |
| F   | DEF     | País Valencià     | Ortega          | Castelló B  | 1996/97   |
| F   | DEF     | País Valencià     | Víctor Bertomeu | Castelló B  | 1996/97   |
| F   | MIG     | País Valencià     | Fernando        | Castelló B  | 1995/96   |
| F   | MIG     | País Valencià     | Pedro López     | Castelló B  | 1996/97   |

#### Altes
| Núm. | Posició |                   | Jugador       | Procedència    | Preu   | Mercat |
| ---- | ------- | ----------------- | ------------- | -------------- | ------ | ------ |
|      | POR     | Aragó             | Sánchez Broto | Vila-real CF   | ?      | Estiu  |
|      | DEF     | País Valencià     | Sacarés       | Llevant UE     | ?      | Estiu  |
|      | DEF     | Astúries          | Santi Cuesta  | CD Toledo      | ?      | Estiu  |
|      | MIG     | Canàries          | Infante       | RCD Espanyol B | ?      | Estiu  |
|      | MIG     | Catalunya         | Pep Pagés     | FC Barcelona B | ?      | Estiu  |
|      | MIG     | França            | Yan           | CD Burriana    | ?      | Estiu  |
|      | DAV     | Guinea Equatorial | Epitié        | Palamós CF     | ?      | Estiu  |
|      | DAV     | País Valencià     | Julián        | CF Gandia      | ?      | Estiu  |
|      | DEF     | País Valencià     | Sergio Frías  | Vila-real CF   | Cessió | Hivern |
|      | DAV     | Catalunya         | Lluís         | UE Lleida      | 0 ptes | Hivern |
|      | DAV     | País Valencià     | Nano          | Elx CF         | ?      | Hivern |

#### Baixes
| Núm. | Posició |               | Jugador          | Destinació    | Preu | Mercat |
| ---- | ------- | ------------- | ---------------- | ------------- | ---- | ------ |
|      | DEF     | Andalusia     | Gordillo         | Reial Múrcia  |      | Estiu  |
|      | DEF     | Canàries      | Juani            | AD Ceuta      |      | Estiu  |
|      | DEF     | País Valencià | Víctor Paradells | ?             |      | Estiu  |
|      | MIG     | Euskadi       | Etxarri          | Pontevedra CF |      | Estiu  |
|      | MIG     | Catalunya     | Manchado         |               |      | Estiu  |
|      | MIG     | País Valencià | Sorribes         | ?             |      | Estiu  |
|      | MIG     | País Valencià | Víctor Salvador  | ?             |      | Estiu  |
|      | DAV     | País Valencià | Alcañiz          | CF Benlloch   |      | Estiu  |
|      | DAV     | País Valencià | Edu Arnau        | CF Gavà       |      | Estiu  |
|      | DAV     | País Valencià | Herrera          | ?             |      | Estiu  |
|      | DAV     | País Valencià | Mateu            | ?             |      | Estiu  |

### Cos tècnic
- Entrenador: Jordi Gonzalvo (fins a la jornada 25) i Santi Palau (des de la jornada 25).
- Segon entrenador: Manchado (fins a la jornada 25) i Pepe Morata (des de la jornada 25)..
- Preparador físic: Pepe Portolés.